# درخت جستجوی دودویی بهینه
در علوم رایانه درخت جستجوی دودویی بهینه (انگلیسی: Optimal binary search tree) یک درخت جستجوی دودویی است که کمترین زمان جستجوی ممکن (یا زمان جستجوی مورد انتظار) را فراهم می‌آورد. درخت‌های جستجوی دودویی بهینه در دو گروه ایستا و پویا دسته‌بندی می‌شوند.
در مدل ایستا، درخت پس از اینکه ایجاد می‌شود، نمی‌تواند اصلاح شود اما در نوع پویا، درخت در هر زمانی قابل اصلاح است که با چرخش درخت این اصلاحات انجام می‌شود.